# Rosca chonchina

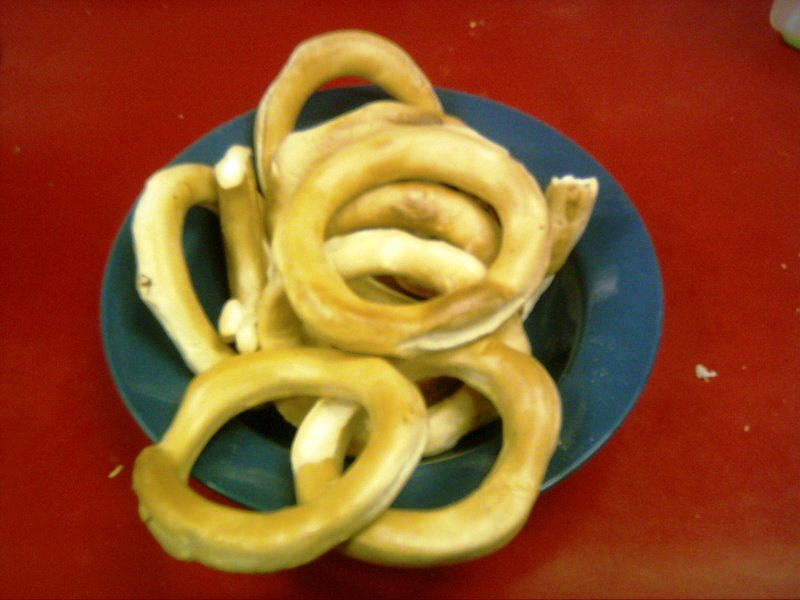
Rosca chonchina

Las roscas chonchinas son un alimento elaborado generalmente a base de harina de trigo en forma de toroide (anillo). Son una comida tradicional de la gastronomía de Chiloé, en el sur de Chile y, junto con el licor de oro, se asocian principalmente con el ciudad de Chonchi, ubicado en la costa oriental de la Isla Grande.

## Preparación
Este tipo de roscas se preparan con harina de trigo (o mezcla de harina de trigo y chuño), huevos, manteca (o opcionalmente aceite), azúcar y polvo de hornear. 
La masa se moldea en forma de cilindros y luego se corta en trozos que tienen alrededor de 15 cm de largo y 0,5 cm de grosor. A estos se les da forma de anillos, y se procede a una doble cocción, primero se sumergen en agua hirviendo por unos minutos, hasta que empiecen a flotar; y posteriormente se hornean hasta que se doren.

## Consumo
La masa de las roscas chonchinas es bastante seca y por ello suelen consumirse como acompañamiento de alguna bebida, ya sea mate u otra bebida caliente a la hora de once (merienda) o algún licor, como la mistela.
Si bien se preparan en forma doméstica, actualmente existen productores especializados en Chonchi que las fabrican con métodos semi-industriales y las distribuyen a establecimientos comerciales de Chiloé. Se venden en paquetes de 100 unidades ("un ciento") y en pequeñas bolsas de 5 o 10 unidades.